# Science-Fiction-Jahr 1856
Übersicht

◄◄ | ◄ | 1852 | 1853 | 1854 | 1855 | Science-Fiction-Jahr 1856 | 1857 | 1858 | 1859 | 1860 | ► | ►►

Weitere Ereignisse

## Geboren
- Hans Nikolaus von Bernstorff († 1914)
- Hans Hochfeldt († 1911)
- J.-H. Rosny aîné († 1940)

## Gestorben
- Charlemagne Ischir Defontenay (* 1819)